# Наше село

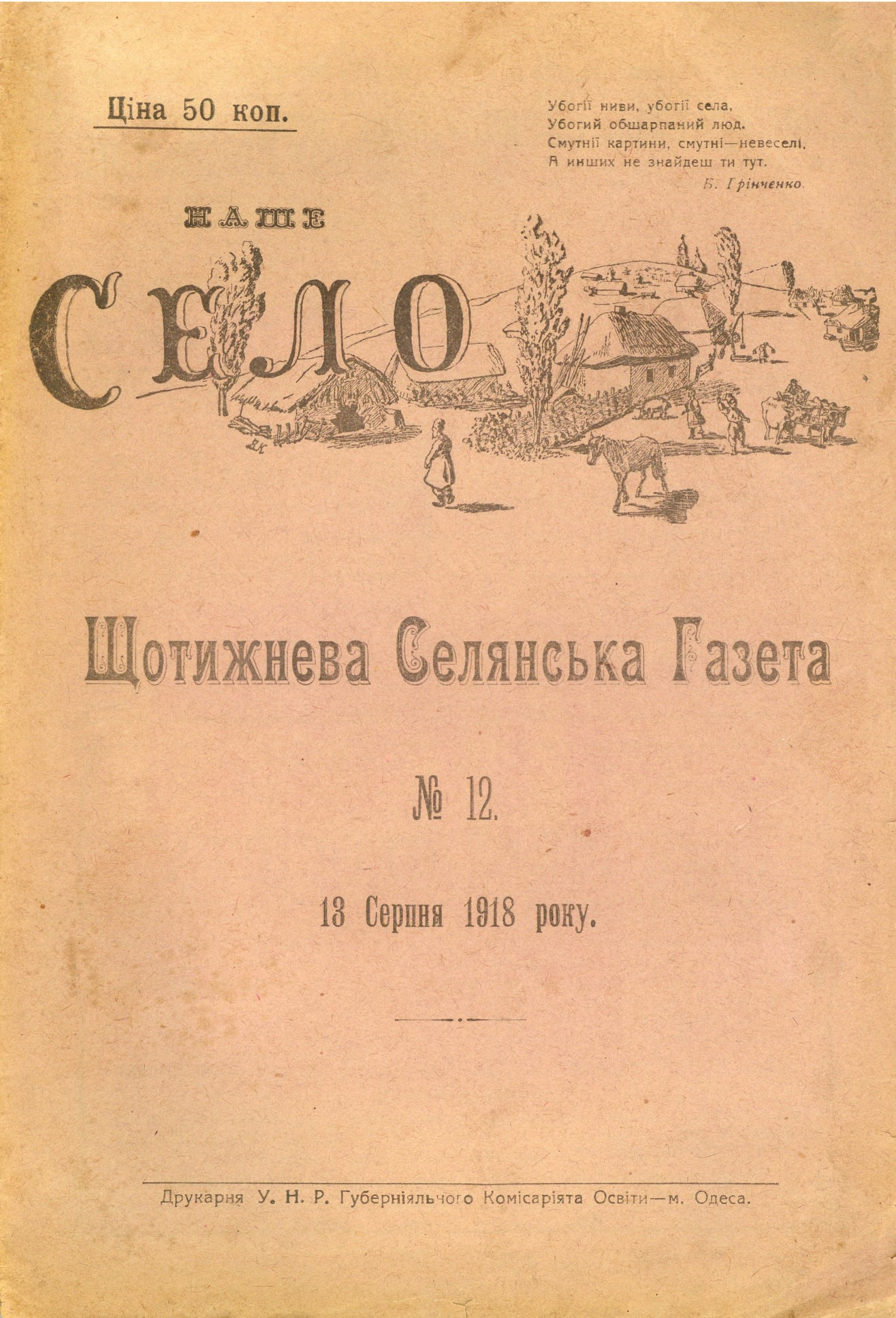
Газета «Наше село», № 12. Одеса, 13 серпня 1918 р. Стор. 1

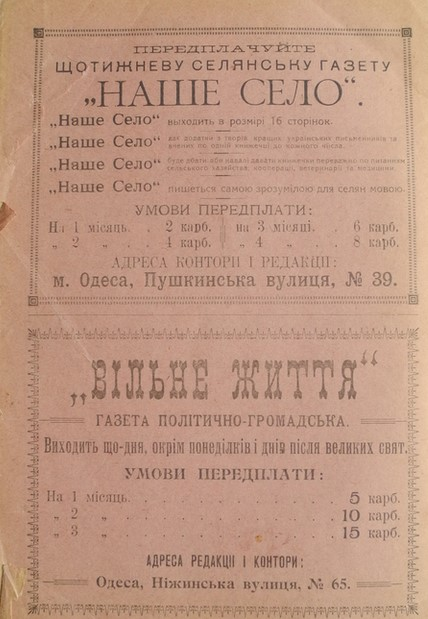
Газета «Наше село», № 12. Одеса, 13 серпня 1918 р. Стор. 16

«Наше село» — щотижнева газета, обсягом 16 сторінок, що виходила в Одесі з 26 травня (№ 1) до 17 листопада (№ 26) 1918 року за кошти товариства «Селянська самоосвіта». Редактор — Ю. Грищенко (ймовірно — Іван Антипенко). Адреса редакції: м. Одеса, Пушкинська вулиця № 39. Ціна номера — 50 коп. Вартість передплати — 2 крб. на місяць. Давала додатки з творів кращих українських письменників та вчених по одній книжечці до кожного числа.
З тижневиком співпрацювали: Іван Стешенко, Василь Олешко, Іван Луценко та ін.

## Виноски
1. ↑  Українська поезія кінця XIX — середини ХХ ст. Бібліографія. Антологія. Том І А-В. — С. 123—124.